# ماونت مگنت، استرالیای غربی
ماونت مگنت (به انگلیسی: Mount Magnet) یک شهرک در استرالیا است که در استرالیای غربی واقع شده‌است.